# Martin Fasbinder
Martin Josef Hubert Fasbinder (auch Faßbinder) (getauft 3. November 1792 in Knapsack; † 13. November 1860 in Wichheim) war ein deutscher Gutsbesitzer und Politiker.

## Leben
Fasbinder war der Sohn des königlich preußischen Försters Hermann Josef Faßbender (* 1749 in Knapsack; † 12. Oktober 1831 ebenda) und dessen Ehefrau Anna Gertrud geborene Horst (* 1750 in Burbach; † 17. Dezember 1829 ebenda). Er war katholisch und heiratete am 14. November 1821 in Merheim Katharina Gertrud Roth (getauft 15. November 1794 in der Pfarre Dünnwald; † nach 1860).
Fasbinder lebte als Guts- und Mühlenbesitzer auf dem Rodderhof. Von 1820 bis 1846 war er Bürgermeister von Merheim. Zwischen 1841 und 1845 war er stellvertretender Abgeordneter im Provinziallandtag der Rheinprovinz. 1841 und 1845 wurde er einberufen und nahm an den Landtagsverhandlungen teil. 1847 war er Teilnehmer am Ersten und 1848 am Zweiten Vereinigten Landtag. 1851 und 1852 war er erneut Abgeordneter im Provinziallandtag für den Stand der Landgemeinden im Regierungsbezirk Köln. Er gehörte auch dem Kreistag an.